# Gaio Vipstano Aproniano
Gaio Vipstano Aproniano (in latino Gaius Vipstanus Apronianus; fl. I secolo) è stato un politico e militare romano.

## Biografia
Aproniano faceva parte del collegio degli Arvali e ne diventò magister nel 57. Fu eletto console nel 59 insieme a Gaio Fonteio Capitone sotto il principato di Nerone e fu sostituito nell'86 da Gaio Giunio Silano come membro degli Arvali. Venne poi nominato proconsole della provincia d'Africa nel 68; dopo la sfortunata esperienza del legato Lucio Clodio Macro, la provincia si riprese dal dissesto e Aproniano era ancora proconsole l'anno successivo, durante la guerra civile del 69.